# Physignathus cocincinus
El dragón de agua chino o dragón verde (Physignathus cocincinus) es una especie de reptil de la familia Agamidae, nativo de China e Indochina.  

## Descripción
Los machos pueden alcanzar hasta 1 m de longitud, y las hembras hasta 80−90 cm. Su color varía desde verde brillante a pardo oscuro, de acuerdo a factores tales como el estrés o la etapa de cambio de piel en la que se encuentre. En las ingles tienen glándulas que diferencian a machos adultos de hembras, los machos las tienen muy marcadas mientras que apenas se insinúan en las hembras (los machos las usan para marcar su territorio). La cola, que mide aproximadamente dos tercios del largo total del reptil, es utilizada para defensa, balance y para nadar.
Como muchos otros reptiles, el dragón de agua chino posee una «mancha» pequeña, en medio de los ojos, iridiscente y fotosensible, llamada ojo pineal (su ojo parietal o conocido  como tercer ojo) que es utilizado para termorregular su cuerpo por medio de la detección de diferencias en la luz para buscar puntos en donde tomar el sol o buscar refugio después de la puesta del sol. Debido a que puede reconocer diferencias en la luz, el ojo parietal es utilizado para evitar ser presa de aves y otras amenazas terrestres, ya que el dragón de agua chino puede ser despertado con mínimos cambios de luz sobre su cabeza.

## Comportamiento
Son muy buenos nadadores, pudiendo sumergirse por largos periodos de tiempo. Comen insectos, pequeños peces y mamíferos como las lauchas, y ciertos vegetales.

## Hábitat y comportamiento
Nativo de los bosques bajos y altos del sur de China y el sudeste de Asia (Tailandia, Vietnam, Laos, Camboya y Birmania. Son activos durante el día (diurnos), y pasan la mayor parte de su tiempo en árboles o arbustos. Si se siente amenazado salta de los árboles hacia el agua y nada a un lugar seguro o permanecerá sumergido. Puede aguantar sumergido hasta veinticinco minutos. Los dragones viven en áreas con un promedio de humedad de entre el 40-80% y temperaturas que varían de 26−32 °C.